# 台灣船舶產業
台灣船舶產業，或稱台灣造船產業，是指在中華民國台灣造船、修繕的相關產業，2015年台灣有135家造船廠加入造船同業公會，從業人數2萬5千人，人員平均年齡為45歲，1997年到2001年的年均產值為340.418億新台幣；2006年到2015年的年均產值為569.18億新台幣；2016年台灣船舶產值達到623億元新台幣。以船舶噸位數統計，台灣排名世界第11名，佔有噸位比率百分之2.62；以交船數量統計，台灣在2016年排名世界第5，佔有率百分之0.7；台灣製造的遊艇市佔率排在世界第7名。

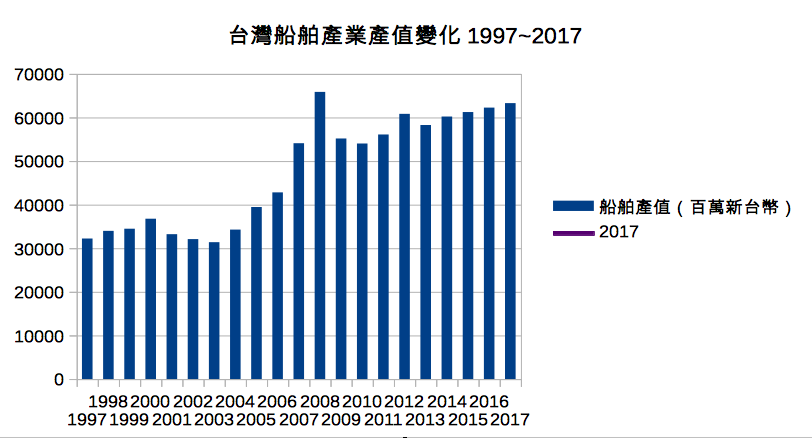
紀錄台灣船舶產業產值的年變化圖表，紀錄年份為1997年到2017年

## 歷史
台灣明鄭時期，在台南設有修造船廠。
台灣清朝時期，有官營修造中式帆船廠。
台灣日治時期，日本礦業家木村九太郎於1916年在基隆成立木村鐵工所。1918年建造船塢，從事修造船舶與小汽艇。
1922年，日本總督府投資成立員工400人的「基隆船渠株式會社」。
1937年，日本三菱重工業株式會社（目前世界第二大造船廠）投資成立「台灣船渠株式會社」，設廠於基隆和平島，為台灣第一家以瓦特蒸汽機為基礎現代化造船廠。
1946年7月，台灣進入中華民國時期，資源委員會介入重整日本在台工業；原日企「台灣船渠株式會社」、「株式會社台灣鐵工所」合併成立「台灣機械造船公司」。下轄基隆造船廠、高雄機器廠，為資源委員會與台灣省政府合資之台灣省營事業機構。
1948年，台灣機械造船公司機器廠、造船廠分家，分別改組為「台灣機械公司」（簡稱台機，位於高雄市）及「台灣造船公司」（簡稱台船，位於基隆市和平島），個別獨立經營。
1957年，「台灣機構造船有限公司」與美國亨廷頓·英格爾斯工業合資組成「英格爾斯台灣造船幹塢公司」，該公司到1962年解散。
1965年，中華民國政府與日本石川島播磨重工簽訂造船協議。
1976年，成立高雄造船廠。1977年7月基隆船廠與高雄船廠合併成為「中國造船公司」（今台灣國際造船），簡稱中船。當時中船的造船量約佔全台灣造船量的百分之90。
1970年代末期，中船公司藉由南韓的設計圖，以及美國的技術指導，開始建造小型軍用艦艇。

### 遊艇廠
台灣的遊艇製造始於1958年到1990年代，是駐台美軍引進與國內舢舨廠商結合而開啟；後續與國外客戶以遊艇設計圖找尋國內業者代工生產方式承接訂單，從國外引進玻璃纖維強化塑膠製造技術、某些廠商直接向客戶購買設計圖進行量產降低成本，訂單快速成長後利潤加大；在1990到1999年代，因國內廠商只專注在產業鍊的代工生產，遊艇主要市場的美國市場萎縮，遊艇廠商開始分散市場與尋求技術升級，以及加強客製化與提升附加價值；到了2000年到2011年代以後，台灣遊艇廠商開始進行策略聯盟、改善製造工程的基礎設施後，走向客製化與巨型遊艇等更大市場發展。

## 科技研發
台灣主要有五大造船科技研發單位：
- 1976年行政院經濟部成立的聯合船舶設計發展中心，現名財團法人船舶暨海洋產業研發中心
- 中山科學研究院的海軍艦艇發展中心
- 中華民國海軍的海軍造船發展中心[9]
- 台灣造船內部的科技科技研究單位
- 高等教育的成功大學、交通大學、台灣大學與中正理工學院的船舶工程與相關學系，有造船相關科技研發工作[10]

### 遊艇廠
目前台灣遊艇廠商製造技術發展包括：
- 提升表面精質度：新型態纖維編織法可以提升船殼表面精緻度更細緻平滑
- 組合式傢俱：將遊艇內傢俱元件模組化，可以提高遊艇傢俱生產製造效率，降低遊艇傢俱生產成本
- 真空輔助樹脂轉注成型：可以提高傳統手工注入樹脂的效率與穩定性，並更容易製造模具、減少傳統樹脂轉注成型的氣泡、可以製造更大船殼

## 造船廠
目前以造船船體與零件規模由大到小分類如下：

### 大型船廠
台灣國際造船，主要造船為貨櫃輪、散裝貨輪、巡防艦等大型船舶，以及油輪、半潛式重載船、冷藏船、升降式鑽油平台、自卸式水泥運輸船等各型船舶。其中目前最大船舶為2016年間所建造14,198TEU級載貨能力，載重噸位146,073頓的陽明海運貨櫃輪。廠區分布在高雄港與基隆港兩座港口。

### 中型船廠
有中信造船、龍德造船、三陽造船等三家建造海巡艦艇、公務船、鰹鮪延繩釣漁船、（美式）圍網漁船、遠洋漁船，交通船、渡輪、觀光船、旅客船、拖船、海洋研究船與平台船等各類型船舶、漁船與海工業務的中大型船廠，分布在高雄港、基隆港與宜蘭蘇澳港三座港口。
軍艦方面可製造巡防艦、（飛彈）巡邏艦、戰鬥支援艦、海巡艦艇與飛彈快艇等船艦。

### 小型船廠
有喜長發、健富、靖海等78家生產玻纖漁船、小型巡邏艇為主的小型修造船廠。

### 遊艇廠
有嘉信、高鼎遊艇、嘉鴻遊艇、東哥、大瑞、隆宜企業與統怡等36家廠商，製造船舶有玻璃纖維遊艇、豪華遊艇、客製化中大型動力遊艇與高級訂製帆船；遊艇建造範圍由38呎到150呎的超級遊艇，多數為60呎到80呎的豪華遊艇。

### 船舶零件廠
除了船舶整體建造外，台灣也有許多零件製造廠商，包括船舶螺槳廠、船舶五金廠、船舶資訊設備廠與船舶艤品等37家廠商。
- 船外機螺旋槳廠：般若科技股份有限公司
- 船內機螺旋槳廠:宏一新螺旋槳公司、瑞孚宏昌船舶推進系統股份有限公司、日昇船舶科技有限公司、宏昇螺旋槳股份有限公司等公司，主要生產直徑5公尺以下螺槳。[12]
- 五金廠：包括奉珊、緯航、銘船等公司，主要生產甲板機械與遊艇五金。
- 資訊設備廠：有融程電訊公司，提供船舶所需之資訊設備。
- 艤品廠：包括金鉅、建大、南鐵等公司，主要生產桅桿、欄杆、鋼製船舵與船殼等零件。[2]

## 船舶產品

### 用途
除本題目章節以船隻大小分類外，依據台灣造船公會的船舶產品種類分類為以下五種船舶，其中商船是目前台灣產值比例最大的船舶種類。
- 商船：運輸貨物、人員之船舶，比如貨櫃船、油輪、液化氣體船、水泥船、木材船、冷凍船、客輪

- 漁船：漁撈作業用船舶，比如拖網漁船、圍網漁船、釣船

- 遊樂船：從事海上休閒娛樂之船舶，比如遊覽觀光船、遊艇、海釣船、快速賽艇、水下觀光潛艇

- 軍用船：軍事用途之船舶，比如巡防艦、巡邏艦、潛艇、快艇

1. 巡防艦：目前台灣對於巡防艦的建造零組件自給率約30%，其中包括船舶設計約佔6%、船體組裝約佔15%、推進軸（螺旋槳）系統約佔5%，但是其他如通訊設備約佔2%、導航儀器約佔9%、柴油推進主機約佔13%，戰鬥系統40%仍須要向美國、德國、日本、芬蘭等國廠商採購。[14]

- 特種船：包括拖船、駁船、工程船、軍警用艦艇、交通船

### 建造材質
依據船舶建造材質分類可以分為以下3種類：
- 鋼殼船：軟鋼製造的鋼殼船特性是強度最強，比重也最大因此船體重量最重；可以在拆解鋼材後將鋼材資源回收。

- 鋁殼船：鋁合金製造的鋁殼船特性是強度次之，比重為軟鋼的34%，船體重量次之約為鋼殼船的45%~50%。

- 玻璃纖維船：玻璃纖維材質（包括玻璃纖維強化塑膠、碳纖維、克維拉纖維等複合材料）船相對鋼殼船與鋁殼船的強度較差，依材質不同比重為軟鋼的17%~23%，船體重量最輕約為鋼殼船的37%~60%。

## 相關法規
- 船舶法[16]

- 船舶丈量規則[17]

- 船舶設備規則[18]

- 客船管理規則[19]

- 氣墊船管理規則[20]

- 高速船管理規則[21]

- 小船管理規則[22]

## 相關題目
- 船舶暨海洋產業研發中心

## 外部連結
- 台灣區造船工業同業公會 官方網站 （页面存档备份，存于）